# Apamea aureopuncta
Apamea aureopuncta är en fjärilsart som beskrevs av George Francis Hampson 1908. Apamea aureopuncta ingår i släktet Apamea och familjen nattflyn. Inga underarter finns listade i Catalogue of Life.